# Auditoire Paul-Emile Janson
 (août 2025).
L'auditoire Paul-Emile Janson est situé sur le campus du Solbosch de l'Université libre de Bruxelles (ULB), en Belgique.

## Histoire
Dans les années 1940 et 1950, toutes les facultés de l’ULB se développent considérablement sur le site du Solbosch. Dès 1949, dans le cadre des manifestations qui célébraient le 75e anniversaire de l’École polytechnique, sur proposition de cette faculté, l’Université libre de Bruxelles examine la création d’un fonds consacré à la construction d’un nouveau bâtiment destiné à l’Institut de constructions civiles. Dans la foulée de ce projet est arrivé le projet de réalisation d’un grand auditorium pouvant accueillir 1 485 personnes. Celui-ci avait pour but non seulement de permettre l’accès au cours à un nombre constamment croissant d’étudiants mais également d’accueillir des conférences dans le cadre de l’Expo 58.

## Description
La structure de la toiture est composée de deux arcs en béton armé faisant un angle de 120° entre eux. Ces deux arcs reposent sur deux trépieds situés de part et d’autre de l’édifice. Ces arcs permettent la fixation de deux réseaux orthogonaux de câbles métalliques constituant la structure portante du toit. La couverture du bâtiment est assurée par un gîtage en bois recouvert d’une chape souple asphaltique en roofing sur laquelle reposent des bandes de zinc.
De manière à reprendre la poussée des deux arcs sans devoir passer par des pieux obliques (onéreux et difficiles à mettre en place), un tirant précontraint relie les fondations des deux trépieds et reprend ainsi les poussées horizontales.